# Piotr Lavrentievitch Oulianov
Piotr Lavrentievitch Oulianov (russe : Пётр Лавре́нтьевич Улья́нов), né le 3 mai 1928 et mort le 13 novembre 2006, est un mathématicien russe travaillant sur l'analyse.

## Biographie
Après avoir obtenu son diplôme de l'Université d'État de Saratov en 1950, Ulyanov étudie à l'Université d'État de Moscou, où il obtient en 1953 son diplôme de candidat russe en sciences (PhD) sous la direction de Nina Bari. En 1960, à l'Université d'État de Moscou, il obtient son diplôme russe de doktor nauk (habilitation) et devient professeur. Il y dirige à partir de 1979 le département de théorie des fonctions et d'analyse fonctionnelle. À partir de 1957, il travaille également à l'Institut de mathématiques Steklov.
En 1970, Ulyanov est conférencier invité dans la section Ensembles exceptionnels en analyse avec une conférence intitulée « Allgemeine Entwicklungen und gemischte Fragen » (Développements généraux et questions variées) prononcée en allemand au Congrès international des mathématiciens à Nice. Il est depuis 1981 membre correspondant et depuis 2006 membre à part entière de l'Académie russe des sciences. Il fait partie du comité de rédaction de Matematicheskiĭ Sbornik.
Il est le fondateur de l'International Saratov Winter School "Contemporary Problems of Function Theory and Their Applications". Sergei Viktorovich Bochkarev (en), Boris Kachine et Evgenii Nikishin sont parmi ses doctorants.